# 弗格森湖
69°25′N 105°15′W / 69.417°N 105.250°W
弗格森湖是加拿大的湖泊，位於該國北部，由努納武特基蒂克美奧特地區負責管轄，長73公里、寬11公里，面積562平方公里，島嶼面積26平方公里，海拔高度11米。

## 外部連結
- Photo